# John Giner Muñoz
John Giner Muñoz (Belleville, Nova Jersey, Estats Units d'Amèrica - 24 d'abril de 1967), més conegut com a Jan, és un jugador de pilota valenciana. Començà restant, però s'ha consagrat com a banca de Llargues, aconseguint ser membre de la Selecció Valenciana de Pilota per als Campionats Internacionals de Pilota des del 1999.
Ha jugat sempre per a l'equip del seu poble, Murla, excepte l'any 2004, que ho feu per a Altea, i des del 2008, per a Sella. A més, ha sigut l'únic jugador de Llargues en guanyar la Lliga tant en la posició de "rest" com "traent" (vegeu-ne l'article Colps de la pilota valenciana).
L'any 2000 Jan, i els altres 4 membres de la Selecció (David, Màlia, Martines i Mengual), foren guardonats amb el premi al Millor Esportista masculí de la Província d'Alacant.

## Palmarés
- Galotxa:
  - Subcampió del Campionat de Galotxa de 3a categoria: 1992
  - Subcampió del Campionat de Galotxa de 2a categoria: 1993
- Llargues:
  - Campió de la LLiga de Llargues de 2a categoria: 1984 (restant), 1985 i 1993 (traent)
  - Campió de la Lliga de Llargues de 1a categoria: 1989, 1991 (restant), 1996, 1997, 1998, 1999 i 2001 (traent)
  - Subcampió de la Lliga de Llargues de 1a categoria: 1995, 2000, 2003, 2007 i 2008 (traent)
  - Campió del Trofeu de Llargues amb pilota de vaqueta: 2003
  - Campió del Trofeu d'Alfara del Patriarca: 1989, 1999
  - Campió del Trofeu de Benidorm: 2007 (amb l'equip de Sella)
  - Campió del Torneig de Callosa d'en Sarrià: 2005
  - Campió del Trofeu Santa Catalina de Teulada: 1998
  - Campió del Trofeu Santa Teresa del Campello: 1989 i 1990 (restant)
  - Campió del Trofeu Dia de la Pilota: 1991, 1997, 1999, 2000 i 2006
- Campionats Internacionals de Pilota
  - Campió d'Europa de Llargues: Imperia (Itàlia), 1999
  - Campió del Món de Llargues: València, 2000
  - Campió d'Europa de Joc internacional: Països Baixos, 2001
  - Subcampió d'Europa de Llargues: Països Baixos, 2001
  - Campió d'Europa de Joc internacional: França, 2003
  - Subcampió d'Europa de Llargues: França, 2003
  - Campió del Món de Llargues: Imperia (Italia), 2004
  - Campió d'Europa de Joc internacional: Nivelles (Bèlgica), 2007
  - Subcampió d'Europa de Llargues: Nivelles (Bèlgica) 2007
  - Campió absolut d'Europa, 2007
  - Subcampió del Món de Llargues: Equador, 2008
  - Campió del Món de Pilota: País Valencià, 2010